# Despre tine
Despre tine är en hitlåt med den splittrade rumänska poptrion O-Zone. Låten är den tredje singeln från deras album DiscO-Zone.